# Stazione di Coombe Junction Halt
La stazione di Coombe Junction Halt serve i villaggi di Coombe e Lamellion vicino a Liskeard, Cornovaglia, Regno Unito. Si trova sulla Looe Valley Line, gestita dalla Great Western Railway. Tutti i treni su questa linea devono invertire la marcia a Coombe Junction, ma solo pochissimi percorrono il breve tratto fino alla banchina per consentire ai passeggeri di scendere o salire.
È una delle uniche due stazioni nel sistema delle ferrovie nazionali britanniche (dicembre 2009, tabella 140) ad avere ufficialmente il suffisso "Halt" (l'altra è St Keyne Wishing Well Halt sulla stessa linea). Il termine "Halt" è stato definitivamente rimosso dagli orari della British Rail, dai segnali delle stazioni e da altri documenti ufficiali nel 1974; il termine è stato ripristinato solo per queste due stazioni nel 2008.
Con 26 passeggeri arrivati o partiti tra aprile 2014 e marzo 2015, era la seconda stazione meno utilizzata in Gran Bretagna, dopo Shippea Hill.

## Storia

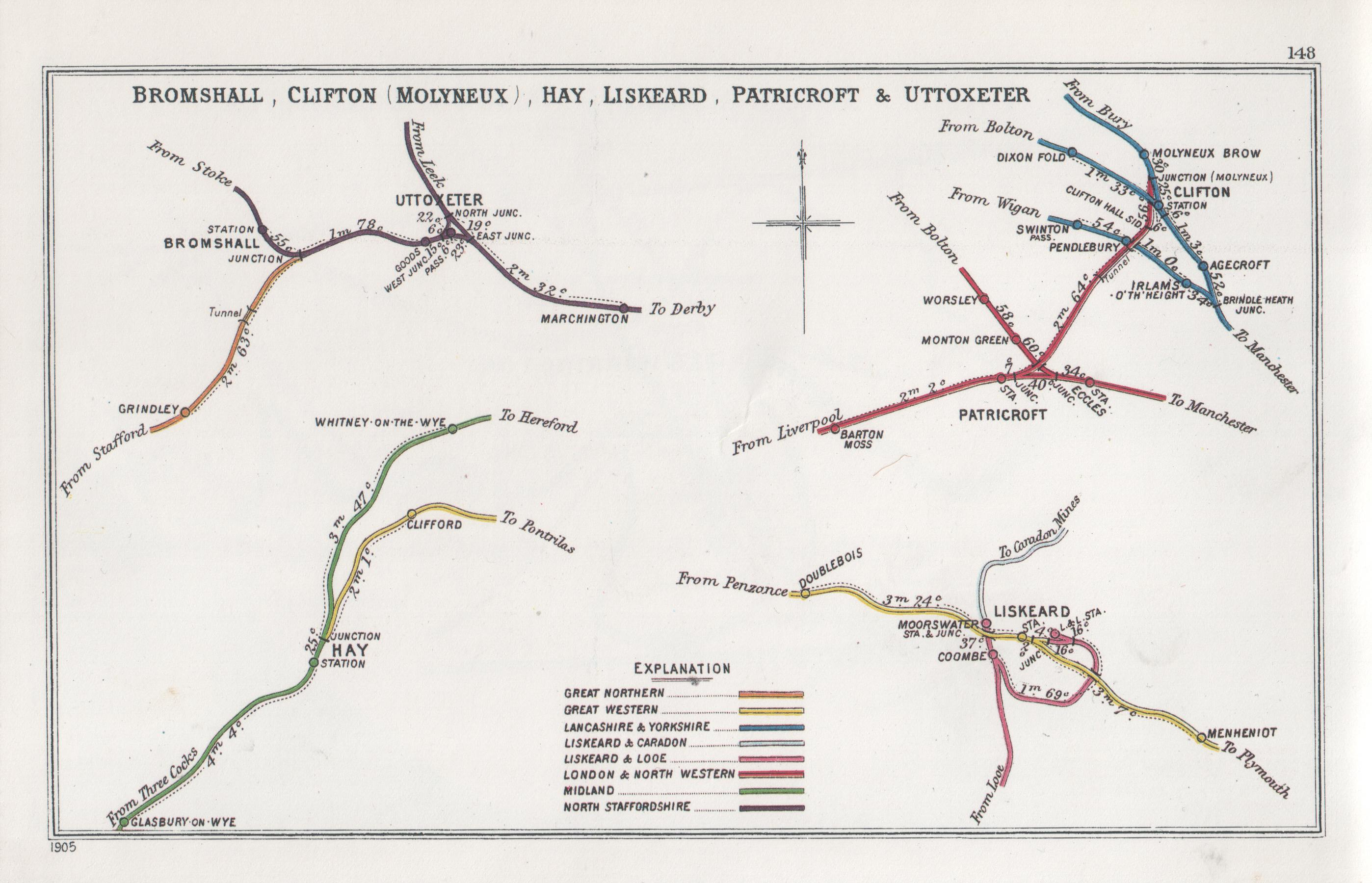
Un diagramma di giunzione esposto alla Clearing House del 1905 che mostra le ferrovie (in basso a destra) nelle vicinanze del raccordo di Coombe

La Liskeard and Looe Railway fu aperta il 27 dicembre 1860 solamente al traffico merci, il servizio passeggeri opera invece dall'11 settembre 1879. La ferrovia a quei tempi si collegava con la Liskeard and Cardon Railway a Moorswater, la stazione di Coombe fu creata dopo l'installazione di una banchina nel 1896. I treni si sarebbero potuti fermare per consentire la discesa dei passeggeri diretti alla stazione ferroviaria di Liskeard se essi avessero notificato il capotreno, dato che la strada da Coombe era considerevolmente più breve rispetto che da Moorswater.
La linea tra Coombe Junction fino alla stazione ferroviaria di Liskeard è stata aperta al traffico merci il 25 febbraio 1901. I treni passeggeri hanno iniziato a servire questa linea il 15 maggio 1901, quando Moorswater era ormai chiusa ai passeggeri. Tutti i treni fermavano in quella che ora è la stazione di Coombe Junction mentre la locomotiva si invertiva per continuare il viaggio. La disposizione originale dei binari includeva un anello a sud della stazione per consentire il passaggio di due treni, ma dal 1928 questo fu combinato con la piattaforma stradale, è ora quindi consentita la presenza di un solo treno nello scalo.
Sul lato ovest della linea era situato un pannello di segnalazione vicino all'incrocio, ma dal 1981 i punti sono azionati dal macchinista del treno usando due telai di terra sul lato est della linea (n. 1 e No. 2 Ground Frame) appena a nord della piattaforma.

## Strutture e impianti
C'è una sola banchina, sulla destra dei treni in arrivo, a cui si può accedere dalla strada proveniente da Lamellion, all'estremità nord, o da un sentiero che costeggia il binario dal passaggio a livello a Coombe House (casa di riposo), a sud.
I treni passeggeri devono fare inversione a Coombe Junction, ma la maggior parte lo fa senza entrare nella stazione. La linea che prosegue oltre la piattaforma viene utilizzata solo per i treni merci poco frequenti per il terminal del cemento di Moorswater, che si trova appena oltre il viadotto Moorswater, il viadotto trasporta il principale corridoio ferroviario della Cornovaglia.

## Servizi
Coombe è servita da soli due treni al giorno in ogni direzione dal lunedì al sabato. Non c'è servizio domenicale.

## Ferrovia comunitaria
La ferrovia tra Liskeard e Looe è designata nel Regno Unito come community rail ed è supportata dal marketing fornito dal Devon and Cornwall Rail Partnership. La linea è pubblicizzata con il nome di "Looe Valley Line".